# جويل برنارد
جويل برنارد هو سياسي كندي، ولد في 8 ديسمبر 1963 في كندا. حزبياً، نشط في الحزب التقدمي المحافظ في نيو برونزويك ‏. وقد انتخب عضو الجمعية التشريعية لنيو برونزويك ‏.